# Ophrys kojurensis
Ophrys kojurensis là một loài thực vật có hoa trong họ Lan. Loài này được Gölz mô tả khoa học đầu tiên năm 2006.